# 狮纹杜父鱼属
凱氏獅紋杜父魚(Leocottus kesslerii)，為輻鰭魚綱鮋形目杜父魚亞目貝湖魚科狮纹杜父鱼属的一種，為溫帶淡水魚，分布於俄羅斯貝加爾湖及其支流流域，棲息深度50-170公尺，體長可達14公分，棲息在砂泥或岩石底質底層水域，繁殖期在5至6月，雄魚會護卵，生活習性不明。